# ولين جق (ديزجرود الشرقي)
ولين جق (بالفارسية: ولینجق) هي قرية تقع في إيران في أذربيجان الشرقية. يقدر عدد سكانها بـ 384 نسمة بحسب إحصاء 2016.